# Kobaltblauwtje
Het Kobaltblauwtje (Neolysandra coelestina) is een vlinder uit de familie van de Lycaenidae, de kleine pages, vuurvlinders en blauwtjes. De wetenschappelijke naam van deze soort is voor het eerst gepubliceerd in 1843 door Eduard Friedrich Eversmann.

## Verspreiding
Het Kobaltblauwtje komt voor in Griekenland, Turkije, Georgië, Rusland, Oekraïne, Armenië, Azerbeidzjan en Iran. 

## Leefwijze
De waardplant van het Kobaltblauwtje is de vogelwikke.

## Ondersoorten
- Neolysandra coelestina coelestina (Eversmann, 1843)
- Neolysandra coelestina alticola (Christoph, 1893)
- Neolysandra coelestina hera  (Eckweiler & Schurian, 1980)
- Neolysandra coelestina ponticus (Courvoisier, 1911)